# Aberdale
Aberdale Cycle Company fou un fabricant de bicicletes i motocicletes britànic. Fundada el 1919, l'empresa es va especialitzar en la fabricació de bicicletes populars. A mitjan dècada del 1930, Aberdale es va traslladar a una moderna fàbrica de Londres i va adquirir la Bown Manufacturing Company de Birmingham. Bown va aportar experiència en la construcció de motocicletes i amb la creixent demanda de transport motoritzat després de 1945, la companyia va començar a produir ciclomotors i motocicletes lleugeres a la seva planta de Londres i a Gal·les. El 1958, l'empresa va ser adquirida per la British Cycle Corporation (pertanyent al grup Tube Investments), mentre que la direcció d'Aberdale va fundar la nova companyia Trusty Manufacturing Co Ltd.

## Història

### Els inicis
Aberdale Cycle Company va ser fundada el 1919 pel pare de Joseph i Leslie Levy. Joseph va entrar a l'empresa a 14 anys i al cap de poc ja venia les bicicletes que fabricaven tot fent servir un carretó. Joseph va progressar fins a esdevenir gerent de vendes quan només tenia 23 anys.
L'empresa prosperava i el 1934 es va traslladar a una fàbrica de nova construcció, la Bridport Works d'Edmonton, Londres. En aquella època, la companyia va adquirir una altra fabricant de bicicletes, Bown Manufacturing Company, i l'antic propietari, William A.R. Bown, va entrar a l'equip de direcció. Bown era expert en enginyeria i sembla que els germans Levy van preferir centrar les seves energies en els aspectes comercials del negoci. El 1936, l'empresa comptava amb una gamma de 50 bicicletes que va exposar a l'Olympia Show. Com que Bown ja estava establerta com a marca de qualitat, s'hi van seguir produint bicicletes, com ara la Bown Xtralite de 1937. El 1941, Joe va ser nomenat director general de l'empresa.

### Dècada del 1940
Durant la Segona Guerra Mundial, la producció comercial va cessar a mesura que la companyia es va anar dedicant a la producció de material bèl·lic, com ara petits grups electrògens per a avions.
Després de la guerra, va créixer la demanda de transport personal motoritzat econòmic. Aprofitant l'experiència tècnica de Bown en la fabricació de motocicletes, la companyia va llançar el març de 1947 l'Aberdale Autocycle, una bicicleta motoritzada. Impulsada per un motor Villiers Junior de Luxe de 98 cc, era la típica bicicleta de l'època però incloïa un joc d'eines personalitzat i un velocímetre Smiths que la situaven a la banda alta del mercat, superior als productes habituals de gran consum d'Aberdale. A més, se'n va crear una versió especial pintada amb els colors del servei de correus, vermell brillant, en un intent d'aconseguir un contracte amb la Royal Mail. Com que el seu aspecte era molt aconseguit, se'n va oferir una edició limitada com a alternativa al negre tradicional amb tubs daurats. Joseph Levy va recórrer l'Amèrica del Nord per a promocionar-hi la bicicleta motoritzada i el tricicle infantil Gresham Flyer. Finalment, el 1948 es van produir menys de 2.000 unitats de l'Autocycle.
A finals de 1948, Villiers va anunciar el llançament del nou motor 2F; Aberdale, com la majoria dels seus fabricants rivals (entre ells, Francis Barnett), van començar a redissenyar la seva bicicleta per tal d'encabir-hi el nou motor, de la qual se n'exposà un prototip al Earls Court Show al novembre. Malgrat tot, aquest nou model mai no es va materialitzar.

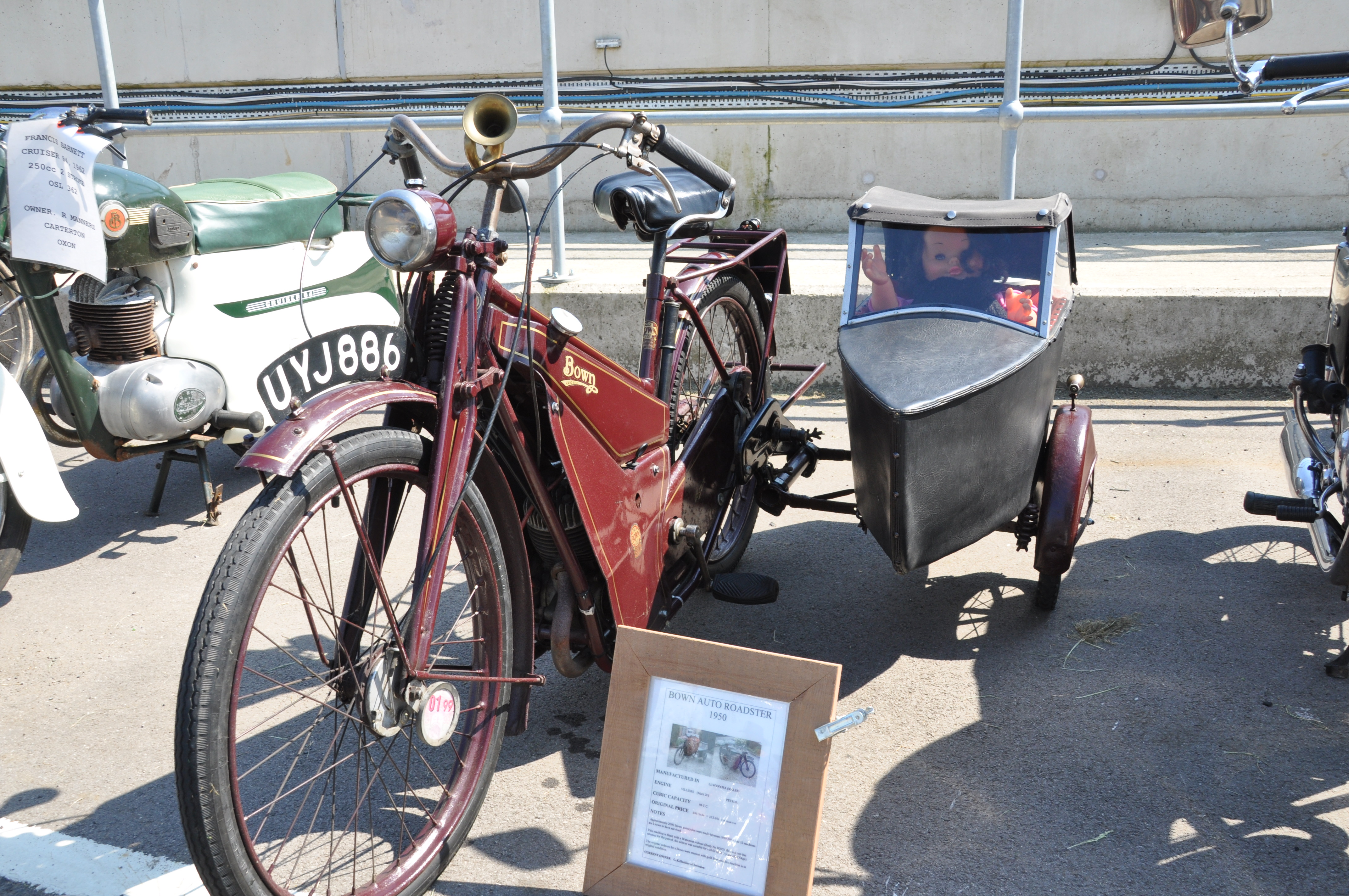
El model Bown Auto-Roadster de 1949, amb motor Villiers 2F de 98 cc

El 1949, l'empresa va rebre una fàbrica a Llwynypia, Mid Glamorgan (Gal·les), sota el programa governamental Advanced Factories Scheme. W.A.R. Bown va ser l'encarregat de desenvolupar la nova planta de producció, motiu pel qual va endarrerir el desenvolupament immediat de la nova bicicleta amb motor 2F.

### Dècada del 1950
Va caldre esperar al 1950 perquè sortís al mercat un model equipat amb el motor 2F. Aquest model es va anomenar Bown Auto-roadster, explotant de nou la marca Bown amb els epítets "Hand Built" i "Since 1860".
William Bown va continuar desenvolupant motocicletes per a l'empresa i el 1951 es va llançar la bicicleta motoritzada Bown 1F, de la qual se'n van produir unes 3.000 unitats.
El 1952 es va presentar una motocicleta de 122 cc amb motor Villiers. També es va comercialitzar sota la marca Bown i es va construir a la fàbrica de Gal·les. Aquest model es va fer competir al TT de l'illa de Man i això va permetre que es comercialitzés legítimament com a Bown "Tourist Trophy". Es creu que només se'n van produir 200.
El 1954, les vendes van caure per Aberdale i altres fabricants de bicicletes motoritzades, ja que aquest mercat es va esfondrar. Els alts costos de producció dels seus productes motoritzats es van afegir a les dificultats de l'empresa i a l'hivern de 1954-55 la fàbrica de Gal·les va tancar. En aquells moments, les llicències de fabricació de productes de l'empresa s'estaven transferint progressivament a la British Cycle Corporation.
Aberdale va continuar a empentes i rodolons tot muntant un ciclomotor fabricat a Alemanya. El 1955, la marca Bown va fer la seva aparició final a l'Earls Court Show amb el Bown "50", un ciclomotor Zweirad Union accionat per un motor Sachs de 49 cc. Els ciclomotors es fabricaven a Alemanya i es muntaven a la planta d'Edmonton, tot i que s'hi podien haver afegit modificacions menors a Londres. La darrera unitat va sortir de fàbrica el 1958, tot i que els ciclomotors van continuar apareixent a les llistes de vendes fins que se'n van exhaurir les existències el 1959.

### Tancament
La companyia va plegar formalment a començaments de 1959, quan la planta d'Edmonton va tancar i els actius restants van ser transferits a la British Cycle Corporation de Handsworth, Birmingham. Aberdale va romandre com a filial de Raleigh fins al 1976.
Els germans Levy, William A.R. Bown i antics companys de feina a Aberdale van fundar Trusty Manufacturing Co. Ltd per a fabricar escúters i bicicletes infantils.

## Producció
Aberdale va fabricar bicicletes motoritzades i petites motocicletes entre 1946 i 1959. Els motors emprats eren Villiers de 98 i 123 cc i Sachs, tots ells de dos temps.
| Any  | Model                  | Motor                                     |
| ---- | ---------------------- | ----------------------------------------- |
| 1947 | Aberdale autocycle     | Villiers Junior de Luxe                   |
| 1949 | Bown auto-roadster     | Villiers 2F 98cc                          |
| 1951 | Bown 1F                | Villiers 1F i 4F (1952)                   |
| 1952 | Bown "Tourist Trophy"  | Villiers 10D 122cc, monocilíndric 2 temps |
| 1955 | Bown "50" (ciclomotor) | Sachs 47cc                                |